# Теорема Гильберта о погружении плоскости Лобачевского
Теорема Гильберта о погружении плоскости Лобачевского гласит, что плоскость Лобачевского не допускает гладкого изометрического погружения в трёхмерное евклидово пространство.

## История
- Теорема доказана Давидом Гильбертом в 1901 году.[1]
- Другое доказательство было дано вскоре Эриком Холмгреном[англ.].[2] Позже варианты  доказательств  предложили  Вильгельм Бляшке[3]   и Людвиг Бибербах[4]
- Обобщение на произвольные поверхости с отрицательной верхней границей на кривизну было получено Николаем Владимировичем Ефимовым в 1975 году.[5] Тем самым была доказана гипотеза была выдвинутая Стефаном Эммануиловичем Кон-Фоссеном.[6]

## Связанные результаты
- Теорема Нэша о регулярных вложениях, гласит, что любое риманово многообразие может быть изометрически, вложенного в евклидово пространство достаточно выской размерности.
- По теореме Нэша — Кёйпера, плоскость Лобачевского допускает {\displaystyle C^{1}}-гладкое изометрическое вложение в трёхмерное евклидово пространство.